# Stationsbuurt (Sneek)

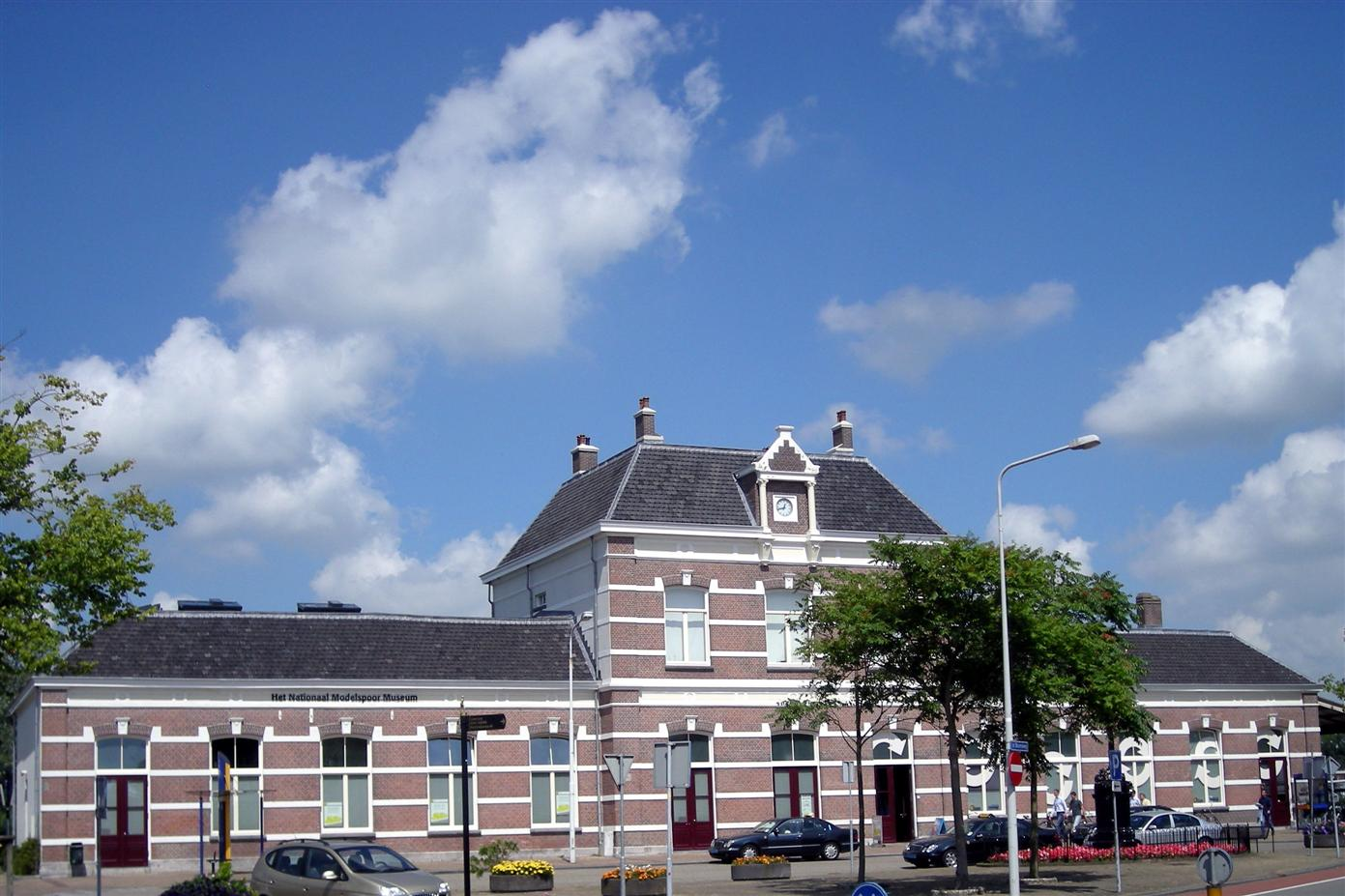
Station Sneek.

De Stationsbuurt is een wijk binnen de stad Sneek in de Nederlandse provincie Friesland. De wijk telt (in 2008) 810 inwoners en heeft een oppervlakte van 62 hectare (waarvan 11 hectare water).
Een groot deel van de Stationsbuurt (de Stationstraat en omgeving) is aangesteld als beschermd stadsgezicht.

## Ligging en bereikbaarheid
De wijk grenst in het noorden aan de wijk Noorderhoek II, in het oosten door de Wilhelminabrug aan de Binnenstad, in het zuiden aan de Hemdijk.
De Dr. Boumaweg doorkruist de wijk van zuid naar noord en is verbonden met de doorgaande weg richting IJlst. Een andere grotere verkeersader in de wijk is de Bolswarderweg, die de verbinding vormt met de Prins Hendrikkade en de uitvalswegen richting de A7.
De wijk wordt deels begrensd door de Franekervaart, het Spoordok, de Geeuw en de stadsgracht.
In de wijk ligt het treinstation en het busstation van Sneek.

## Bebouwing en historie
De eerste bebouwing in de Stationsbuurt stamt van rondom 1900. In de wijk bevond zich sinds 1902 het voormalig Sint Antonius Ziekenhuis, dat begin deze eeuw is vervangen door een appartementencomplex met winkelcentrum (het Sint Antoniusplein). De Stationsbuurt, en de Stationsstraat in het bijzonder, werd ontworpen om als fraaie entree tot de binnenstad te fungeren. Langs deze straat verrezen grote villa's en herenhuizen. De huizen zijn opgetrokken in expressionistische, neoclassicistische en Engelse landschapsstijl. Bewoners waren veelal van hoge stand.
Achter de statige bebouwing van de Stationsstraat bevond zich begin 1900 een sportveld. Dit terrein werd ook wel Geeuwdal genoemd en stond ook bekend als het voormalig ijsbaanterrein. Op 16 september 1930 werd op deze plaats de huidige Veemarkt gevestigd.
De bebouwing rondom het Prinses Julianapark, Spoorzicht genaamd, is bekend vanwege haar art-nouveaustijl. De panden zijn in 1901 opgeleverd en werden ontworpen door Leonardus de Blinde.
Tot 1989 bevond de Sneker Gasfabriek zich aan de Almastraat, tegenover de huidige Sneker Sporthal. Sinds 1990 stond op de plaats het hoofdbureau van politie, dit werd in 2010 gesloten. De brandweerkazerne van Sneek bevindt zich aan de Van Giffenstraat.

### Straatnaamverklaring
De straten ten noorden van de Stationsstraat zijn vernoemd naar leden van het Koninklijk Huis:
| Straatnaam    | Vernoeming                                 |
| ------------- | ------------------------------------------ |
| Beatrixstraat | Prinses Beatrix (1938)                     |
| Julianastraat | Prinses Juliana (1909-2004)                |
| Emmastraat    | Koningin Emma (1858-1934)                  |
| Willemstraat  | Koning Willem (drie generaties, 1815-1890) |

Enkele overige straatnamen, ten zuiden van de Stationsstraat, zijn als volgt te verklaren:
| Straatnaam       | Vernoeming                                                                    |
| ---------------- | ----------------------------------------------------------------------------- |
| Van Giffenstraat | Daniël Flud van Giffen, theoloog en van 1681 tot 1688 predikant in Sneek      |
| Almastraat       | Dirk Alma, burgemeester van Sneek tussen 1885 en 1906                         |
| Dr. Boumaweg     | Dr. Bouma, praktiserend arts-chirurg in het Sint Antonius Ziekenhuis te Sneek |

### Bezienswaardigheden
In de wijk bevinden zich enkele rijksmonumenten, waaronder:
- Het gebouw van station Sneek
- Diverse woningen aan het Prinses Julianapark
- Diverse woningen aan de Stationstraat

Overige bezienswaardigheden zijn onder meer:
- Het Witte Kerkje aan het Julianapark
- Grachtenpanden aan de Geeuwkade en Westersingel

## Voorzieningen
Onder meer de volgende voorzieningen bevinden zich in de wijk:
- Sneker Sporthal
- Middelbare scholengemeenschap RSG Magister Alvinus
- Theater Sneek
- Julianapark
- Veemarktterrein
- Busstation Sneek

Wijken:
Binnenstad ·
Bomenbuurt ·
De Domp ·
De Loten ·
Duinterpen ·
Harinxmaland ·
Hemdijk ·
Het Eiland ·
De Hemmen ·
Houkesloot ·
It Ges ·
Lemmerweg-Oost ·
Lemmerweg-West ·
Leeuwarderweg ·
Noorderhoek I ·
Noorderhoek II ·
Noordoosthoek ·
Oudvaart ·
Pasveer ·
Poort van Sneek ·
Sperkhem ·
Stadsfenne ·
Stationsbuurt ·
Tinga ·
Zwetteplan
Buurten:
Malta ·
Spitaal ·
Tuindorp